# Disco (альбом Кайли Миноуг)
Disco (название стилизовано под маюскул; с англ. — «Диско») — пятнадцатый студийный альбом австралийской певицы Кайли Миноуг, выпущенный 6 ноября 2020 года на лейбле BMG Rights Management.
Полностью отходя от влияния кантри её предыдущего студийного альбома Golden (2018), этот новый альбом включает в себя влияние диско-музыки 1970-х, 1980-х и 1990-х, а также современной клубной музыки. Лид-сингл с альбома «Say Something» был выпущен 23 июля того же года и впервые показан на BBC Radio 2. Второй сингл «Magic» был выпущен 24 сентября 2020 года.

## История создания
В апреле 2018 года Кайли Миноуг выпустила четырнадцатый студийный альбом под названием Golden, выдержанный в стиле кантри-попа и танцевальной поп-музыки. Пластинка пользовалась коммерческим успехом: ей удалось возглавить австралийские и британские хит-парады и получить золотой статус в Великобритании. В июне 2019 года певица представила сборник хитов Step Back in Time: The Definitive Collection, который также дебютировал на вершине чартов Австралии и Великобритании. В том же году Миноуг впервые выступила на фестивале Гластонбери; её концерт стал самым просматриваемым за всю историю фестиваля. Тогда же исполнительница рассказала о желании записать альбом в стиле «поп-диско» и рассказала, что после выступления приступит к работе над новым материалом.
Миноуг начала записывать пластинку осенью 2019 года. Изначально, как и в случае с Golden, певица и её команда не придерживались определённой концепции. Во время гастрольного тура Golden Tour (2018—2019) исполнительницу вдохновила одна из секций в стиле Студии 54. После нескольких студийных сессий и обсуждений с A&R, Миноуг решила вернуться к танцевальной музыке и записать альбом в жанре диско.
Работа над Disco продолжалась и во время пандемии COVID-19 в 2020 году: певица записывала пластинку в домашней студии в период карантина. В мае Алистер Норбери, президент звукозаписывающей компании Миноуг BMG, сообщил отраслевому журналу Music Week, что Миноуг также осваивала музыкальное программное обеспечение Logic Pro, чтобы продолжать активно работать. Примерно 90 % альбома Миноуг записала в домашней студии. Как и в случае с Golden и пластинкой Impossible Princess, для Disco Миноуг сама написала весь материал. Кроме того, певица впервые выступила звукоинженером всей студийной работы.
В апреле 2021 года Миноуг сообщила о том, что собирается переиздать Disco. Обновлённая версия пластинки была анонсирована 5 октября того же года. Релиз переиздания, получившего название Disco: Guest List Edition, состоялся 12 ноября. В пластинку, состоящую из двух дисков, вошли как оригинальные композиции, так и новые версии треков, записанные с другими исполнителями.

## Синглы
Первым синглом с альбома стала композиция «Say Something». Её премьера состоялась 23 июля 2020 года в эфире шоу The Zoe Ball Breakfast Show на BBC Radio 2. Песня получила положительные отзывы критиков и закрепилась на 82-й строчке в британском хит-параде. Трек также занял девятое место в британском цифровом чарте и чарте продаж. В американском танцевальном хит-параде Billboard «Say Something» дебютировала под третьим номером. 7 августа состоялась премьера видеоклипа, режиссёром которого выступила Софи Мюллер. Съёмки проходили на студии Black Island Studios в Лондоне с соблюдением социального дистанцирования, введённого из-за пандемии COVID-19. В клипе певица путешествует по Вселенной верхом на статуе золотого коня, стреляет лазерами из рук и летает на воздушной подушке.
24 сентября в эфире радиопрограммы The Zoe Ball Breakfast Show состоялась премьера второго сингла под названием «Magic». В тот же день песня вышла на музыкальных стриминговых сервисах. «Magic» получила положительные отзывы критиков. Композиция закрепилась на 53-й строчке в британском хит-параде и на девятой — в шотландском. Вместе с синглом одновременно вышел видеоклип, режиссёром которого выступила Софи Мюллер. Съёмки проходили в ночном клубе Fabric в Фаррингдоне (Лондон). В клипе певица предстала в образе мага со светящимся посохом, королевы в золотом платье на троне и девушки на танцполе. По словам Миноуг, несмотря на то, что клуб был закрыт из-за пандемии, она хотела «подарить поклонникам момент эскапизма, чтобы повеселиться на фантастическом танцполе».
23 октября состоялся релиз промосингла под названием «I Love It». На цифровых платформах трек вышел в рамках мини-альбома, в который также вошли песни «Say Something» и «Magic» и два ремикса на «Magic».
5 декабря на шоу Грэма Нортона Saturday Morning Show на BBC Radio 2 Миноуг анонсировала третий сингл с Disco — «Real Groove». 31 декабря на стриминговых платформах состоялась премьера ремикса на эту песню, получившего название «Studio 2054 Remix», при участии британской певицы Дуа Липы.
6 октября, за месяц до выпуска переиздания Disco: Guest List Edition, состоялась премьера песни «A Second to Midnight», исполненной совместно с группой Years & Years. В тот же день на эту композицию был представлен видеоклип. 29 октября Миноуг выпустила композицию «Kiss of Life», в записи которой приняла участие певица Джесси Уэр.

## Реакция критиков
| Совокупная оценка | Совокупная оценка |
| Источник          | Оценка            |
| ----------------- | ----------------- |
| Album of the Year | 76/100            |
| AnyDecentMusic?   | 7.7/10            |
| Metacritic        | 79/100            |
| Оценки критиков   |                   |
| Источник          | Оценка            |
| AllMusic          | [ 51 ]            |
| Clash             | 8/10              |
| DIY               | [ 53 ]            |
| The Guardian      | [ 54 ]            |
| The Independent   | [ 55 ]            |
| Metro             | [ 56 ]            |
| NME               | [ 57 ]            |
| Rolling Stone     | [ 58 ]            |
| Slant Magazine    | [ 59 ]            |
| The Times         | [ 60 ]            |

Альбом получил положительные отзывы музыкальной критики и интернет-изданий. Он получил 79 из 100 баллов на интернет-агрегаторе Metacritic на основании 13 обзоров и это высшая оценка для любого из альбомов Миноуг на сегодняшний день. Среди отзывов: NME (Ник Левин описал альбом как «неизменно воодушевляющий набор, который кажется лучшим альбомом Миноуг с 2010 года, когда выходил диск Aphrodite […] Disco переливается теплым мерцающим светом просто неотразимо»), Clash (Робин Мюррей назвал Disco «бегством от действительности от начала до конца, точкой выхода из тьмы, которая накрыла нас в 2020 году», а также похвалил альбом за слияние винтажного и современного стилей), The Times (описывая альбом как «чистую фантазию», Уилл Ходжкинсон сказал: «Лучшее в Disco, появившемся в то время, когда надежды были на пике, — это то, насколько оптимистично он звучит»), The Guardian (Майкл Крэгг описал Disco как «пропитанный сверхъестественным сочетанием high camp и полной искренности Кайли», а также похвалил альбом за его «последовательную звуковую палитру»).
Несколько рецензентов высоко оценили решение Миноуг вернуться к своему диско-саунду, которое было заметно в её альбомах Fever (2001) и Aphrodite (2010), особенно после её более кантри-тематического альбома Golden (2018). Нил З. Йунг из All Music похвалил альбом за то, что он достиг тех же «высот», что и её альбомы начала 2000-х, и посчитал его возвращением к «классическому» звучанию Кайли после Golden.

## Коммерческий успех
21 августа 2020 года глава BMG Алистер Норбери дал интервью изданию Music Week о маркетинговой кампании продвижения Disco. По словам Норбери, Disco превысил показатели предыдущего студийного альбом Golden по сравнению с тем же этапом в своей альбомной кампании. Это было подсчитано по таким ключевым показателям, как стриминг, предварительные заказы через Amazon и B2C и просмотры видео.
В Великобритании альбом дебютировал на первом месте в официальном британском хит-параде Official Albums Chart 13 ноября 2020 года с 54 905 копиями продаж, что вытеснило Chromatica американской певицы Lady Gaga и стало крупнейшим релизом первой недели за весь 2020 год на то время. Disco дебютировал на 5000 единиц больше, чем у своего ближайшего конкурента Confetti группы Little Mix. Disco стал восьмым альбомом-чарттоппером Миноуг номер один в Великобритании, и по этому показателю Миноуг поставила новый рекорд, став первой женщиной, получившей альбомы номер один за все пять последовательных десятилетий, после Kylie (1988), Enjoy Yourself (1989), Greatest Hits (1992), Fever (2001), Aphrodite (2010), Golden (2018) и Step Back in Time: The Definitive Collection (2019).
В Австралии Disco дебютировал на первом месте в чарте ARIA Charts, в то время как в Новой Зеландии дебютировал на 9-м месте в regional chart, став первым хитом Миноуг в местной десятке лучших со времен Fever в 2001 году.
В американском хит-параде Billboard 200 альбом дебютировал на 26-м месте, в первую неделю было продано 19 000 единиц, эквивалентных альбому, включая 15 000 экземпляров исходя из чистых продаж. Disco стал третьим наиболее успешным альбомом Миноуг в этом чарте после Fever и Aphrodite. Диск также дебютировал под вторым номером в хит-параде Billboard Top Albums Sales и стал первым альбомом певицы, возглавившим танцевальный/электронный чарт.

## Список композиций
По данным Apple Music. Длина треков по Qobuz.
| №                   | Название                | Автор(ы)                                                                  | Продюсер(ы)                                | Длительность |
| ------------------- | ----------------------- | ------------------------------------------------------------------------- | ------------------------------------------ | ------------ |
| 1.                  | «Magic»                 | Кайли Миноуг, Теему Брунила, Дэниел Дэвидсен, Питер Валлевик, Мишель Базз | PhD                                        | 4:10         |
| 2.                  | «Miss a Thing»          | Миноуг, Брунила, Нико Стади, Элли Ахерн                                   | Брунила, Стади                             | 3:56         |
| 3.                  | «Real Groove»           | Миноуг, Брунила, Стади, Алида Гапрестад                                   | Брунила, Стади                             | 3:14         |
| 4.                  | «Monday Blues»          | Миноуг, Скай Адамс, Мэган Коттон, Дэнни Шах, Линсли Кэмпбелл              | Адамс                                      | 3:09         |
| 5.                  | «Supernova»             | Миноуг, Коттон, Адамс                                                     | Адамс                                      | 3:17         |
| 6.                  | «Say Something»         | Миноуг, Ричард «Biff» Стэннард, Джон Грин, Эш Хауз                        | Грин, Стэннард, Дак Блэкуэлл[a], Миноуг[b] | 3:32         |
| 7.                  | «Last Chance»           | Миноуг, Адамс, Коттон                                                     | Адамс                                      | 3:03         |
| 8.                  | «I Love It»             | Миноуг, Стэннард, Блэкуэлл                                                | Стэннард, Блэкуэлл, Миноуг[b]              | 3:50         |
| 9.                  | «Where Does the DJ Go?» | Миноуг, Адамс, Шах, Кирис Хьюстон                                         | Адамс, Хьюстон                             | 3:01         |
| 10.                 | «Dance Floor Darling»   | Миноуг, Адамс, Коттон, Кэмпбелл                                           | Адамс                                      | 3:12         |
| 11.                 | «Unstoppable»           | Миноуг, Фиона Беван, Трой Миллер                                          | Миллер                                     | 3:34         |
| 12.                 | «Celebrate You»         | Миноуг, Адамс, Шах, Коттон                                                | Адамс                                      | 3:41         |
| Общая длительность: | Общая длительность:     | Общая длительность:                                                       | Общая длительность:                        | 41:29        |

| №                   | Название                 | Автор(ы)                         | Продюсеры           | Длительность |
| ------------------- | ------------------------ | -------------------------------- | ------------------- | ------------ |
| 13.                 | «Till You Love Somebody» | Миноуг, Адамс, Брунила, Кэмпбелл | Адамс, Кэмпбелл     | 3:02         |
| 14.                 | «Fine Wine»              | Миноуг, Адамс, Коттон            | Адамс               | 2:44         |
| 15.                 | «Hey Lonely»             | Миноуг, Адамс, Коттон            | Адамс               | 3:28         |
| 16.                 | «Spotlight»              | Миноуг, Адамс, Шах, Хьюстон      | Адамс, Хьюстон      | 2:42         |
| Общая длительность: | Общая длительность:      | Общая длительность:              | Общая длительность: | 53:25        |

| №   | Название                         | Автор(ы)                         | Продюсеры                                | Длительность |
| --- | -------------------------------- | -------------------------------- | ---------------------------------------- | ------------ |
| 13. | «Till You Love Somebody»         | Миноуг, Адамс, Брунила, Кэмпбелл | Адамс, Кэмпбелл                          | 3:02         |
| 14. | «Fine Wine»                      | Миноуг, Адамс, Коттон            | Адамс                                    | 2:44         |
| 15. | «Hey Lonely»                     | Миноуг, Адамс, Коттон            | Адамс                                    | 3:28         |
| 16. | «Spotlight»                      | Миноуг, Адамс, Шах, Хьюстон      | Адамс, Хьюстон                           | 2:42         |
| 17. | «Say Something» (F9 Remix)       | Миноуг, Грин, Хауз, Стэннард     | Грин, Стэннард, Блэкуэлл[a], F9[c]       |              |
| 18. | «Say Something» (Syn Cole Remix) | Миноуг, Грин, Хауз, Стэннард     | Грин, Стэннард, Блэкуэлл[a], Syn Cole[c] | 3:00         |

| №                   | Название                              | Автор(ы)                                  | Продюсеры                                     | Длительность |
| ------------------- | ------------------------------------- | ----------------------------------------- | --------------------------------------------- | ------------ |
| 17.                 | «Say Something» (Basement Jaxx Remix) | Миноуг, Грин, Хауз, Стэннард              | Грин, Стэннард, Блэкуэлл[a], Basement Jaxx[c] | 5:30         |
| 18.                 | «Say Something» (Syn Cole Remix)      | Миноуг, Грин, Хауз, Стэннард              | Грин, Стэннард, Блэкуэлл[a], Syn Cole[c]      | 3:00         |
| 19.                 | «Magic» (Purple Disco Machine Remix)  | Миноуг, Брунила, Дэвидсен, Валлевик, Базз | PhD, Purple Disco Machine[c]                  | 3:36         |
| 20.                 | «Magic» (Nick Reach Up Remix)         | Миноуг, Брунила, Дэвидсен, Валлевик, Базз | PhD, Nick Reach Up[c]                         | 3:11         |
| Общая длительность: | Общая длительность:                   | Общая длительность:                       | Общая длительность:                           | 68:42        |

| №   | Название                                                      | Автор(ы)                                                | Producer(s)                                    | Длительность |
| --- | ------------------------------------------------------------- | ------------------------------------------------------- | ---------------------------------------------- | ------------ |
| 17. | «A Second to Midnight» (with Years & Years)                   | Minogue Stannard Blackwell Olly Alexander Martin Sjølie | Stannard Blackwell                             | 3:27         |
| 18. | «Kiss of Life» (with Jessie Ware)                             | Minogue Ware James Ford Danny Parker Shungudzo          | Ford                                           | 3:13         |
| 19. | «Can't Stop Writing Songs About You» (with Gloria Gaynor)     | Wallevik Davidsen Iain James Sinéad Harnett             | PhD                                            | 3:04         |
| 20. | «Real Groove» (Studio 2054 remix; with Dua Lipa)              | Minogue Brunila Stadi Gaprestad                         | Brunila Stadi William Bowerman                 | 4:22         |
| 21. | «Say Something» (Basement Jaxx remix)                         | Minogue Green Howes Stannard                            | Green Stannard Blackwell [a] Basement Jaxx [c] | 5:22         |
| 22. | «Say Something» (F9 Club Mix)                                 | Minogue Green Howes Stannard                            | Green Stannard Blackwell [a]                   | 6:34         |
| 23. | «Say Something» (Syn Cole Extended remix)                     | Minogue Green Howes Stannard                            | Green Stannard Blackwell [a] Syn Cole [c]      | 4:04         |
| 24. | «Magic» (Purple Disco Machine Extended remix)                 | Minogue Brunila Davidsen Wallevik Buzz                  | PhD Purple Disco Machine [c]                   | 5:07         |
| 25. | «Real Groove» (Studio 2054 Initial Talk remix; with Dua Lipa) | Minogue Brunila Stadi Gaprestad                         | Initial Talk[c]                                | 3:43         |
| 26. | «Dance Floor Darling» (Linslee's Electric Slide remix)        | Minogue Adams Cottone Campbell                          |                                                | 3:55         |

| №                   | Название                                   | Длительность |
| ------------------- | ------------------------------------------ | ------------ |
| 1.                  | «Magic (Intro)»                            | 1:33         |
| 2.                  | «Come into My World» (Interlude))          | 0:21         |
| 3.                  | «I Love It»                                | 3:03         |
| 4.                  | «In Your Eyes»                             | 3:05         |
| 5.                  | «Light Years»                              | 2:45         |
| 6.                  | «Supernova»                                | 3:13         |
| 7.                  | «Light Years» (Reprise)                    | 0:33         |
| 8.                  | «I Should Be so Lucky» (Interlude)         | 0:25         |
| 9.                  | «Dance Floor Darling»                      | 3:17         |
| 10.                 | «All the Lovers» (with House Gospel Choir) | 3:36         |
| 11.                 | «Say Something» (with House Gospel Choir)  | 4:00         |
| 12.                 | «Real Groove»                              | 2:54         |
| 13.                 | «Slow / Love to Love You Baby»             | 3:13         |
| 14.                 | «Monday Blues»                             | 3:11         |
| 15.                 | «Where Does the DJ Go?»                    | 2:54         |
| 16.                 | «Love at First Sight»                      | 4:05         |
| 17.                 | «Last Chance»                              | 2:46         |
| 18.                 | «Magic»                                    | 4:39         |
| Общая длительность: | Общая длительность:                        | 49:33        |

| №                   | Название                               | Длительность |
| ------------------- | -------------------------------------- | ------------ |
| 1.                  | «Magic» (Extended Mix)                 | 5:32         |
| 2.                  | «Miss a Thing» (Extended Mix)          | 5:20         |
| 3.                  | «Real Groove» (Extended Mix)           | 4:23         |
| 4.                  | «Monday Blues» (Extended Mix)          | 5:11         |
| 5.                  | «Supernova» (Extended Mix)             | 4:56         |
| 6.                  | «Say Something» (Extended Mix)         | 5:22         |
| 7.                  | «Last Chance» (Extended Mix)           | 4:42         |
| 8.                  | «I Love It» (Extended Mix)             | 5:02         |
| 9.                  | «Where Does the DJ Go?» (Extended Mix) | 4:14         |
| 10.                 | «Dance Floor Darling» (Extended Mix)   | 4:32         |
| 11.                 | «Unstoppable» (Extended Mix)           | 4:54         |
| 12.                 | «Celebrate You» (Extended Mix)         | 5:13         |
| Общая длительность: | Общая длительность:                    | 59:21        |

Примечания
- ↑  дополнительный продюсер
- ↑  вокальный продюсер
- ↑  ремикшер

## Чарты
| Чарт (2020)                                  | Высшая позиция |
| -------------------------------------------- | -------------- |
| Австралия (ARIA)                             | 1              |
| Австрия (Ö3 Austria)                         | 7              |
| Бельгия/Фландрия (Ultratop)                  | 6              |
| Бельгия/Валлония (Ultratop)                  | 10             |
| Канада (Canadian Albums Chart)               | 17             |
| Чехия (ČNS IFPI)                             | 15             |
| Нидерланды (Album Top 100)                   | 11             |
| Финляндия (Suomen virallinen lista)          | 17             |
| Германия (Offizielle Top 100)                | 3              |
| Ирландия (Irish Albums Chart)                | 4              |
| Италия (FIMI)                                | 29             |
| Япония (Billboard Japan)                     | 1              |
| Новая Зеландия (RMNZ)                        | 9              |
| Польша (ZPAV)                                | 21             |
| Португалия (AFP)                             | 15             |
| Шотландия (Scottish Albums Chart)            | 1              |
| Швеция (Sverigetopplistan)                   | 15             |
| Швейцария (Schweizer Hitparade)              | 4              |
| Швейцария/Романдия (GfK)                     | 6              |
| Великобритания (UK Albums Chart)             | 1              |
| Великобритания (UK Independent Albums Chart) | 1              |
| США (Billboard 200)                          | 26             |
| США (Billboard Independent Albums)           | 4              |
| США (Billboard Dance/Electronic Albums)      | 1              |
| США (Billboard Top Tastemaker Albums)        | 8              |

## Сертификации
| Регион                                                                      | Сертификация | Продажи |
| --------------------------------------------------------------------------- | ------------ | ------- |
| Япония                                                                      | —            | 2,980   |
| Великобритания (BPI)                                                        | Золотой      | 142,393 |
| Данные о продажах + прослушиваниях приведены только на основе сертификации. |              |         |

## История релиза
| Регион | Дата          | Формат                           | Издание         | Лейбл                | Ссылка                |
| ------ | ------------- | -------------------------------- | --------------- | -------------------- | --------------------- |
| Разные | 6 ноября 2020 | CD цифровая дистрибуция стриминг | Standard deluxe | Darenote BMG [англ.] | [ 72 ] [ 76 ] [ 107 ] |
| Разные | 6 ноября 2020 | кассета LP                       | Standard        | Darenote BMG [англ.] | [ 107 ]               |